# Pompertuzat
Pompertuzat (em occitano:  Pontpertusat) é uma comuna francesa na região administrativa da Occitânia, no departamento do Alto Garona. Estende-se por uma área de 5.44 km², com 2.317 habitantes, segundo o censo de 2018, com uma densidade de 430 hab/km².